# Чокабдар
Чокабда́р , или Чабда́р, или Чапда́р, или Чока́б Дар (перс. چقابدار‎) — небольшой город на западе Ирана, в провинции Лурестан. Входит в состав шахрестана Доруд.
На 2006 год население составляло 3 403 человека.

## География
Город находится на севере Лурестана, в высокогорной местности центрального Загроса, на высоте 2 192 метров над уровнем моря.
Чокабдар расположен на расстоянии приблизительно 70 километров к северо-востоку от Хорремабада, административного центра провинции и на расстоянии 290 километров к юго-западу от Тегерана, столицы страны.